# Ruisseau du Marais du Hommet
 (juin 2014).
Le ruisseau du Marais du Hommet est un ruisseau français de Normandie, affluent de la Losque (rive droite) et sous-affluent de la Terrette, dans le département de la Manche.

## Géographie
Le ruisseau du Marais du Hommet prend sa source sur la commune du Hommet d'Arthenay. Elle se joint aux eaux de la Losque, dans les marais du Cotentin et du Bessin entre les communes des Champs de Losque et Le Hommet-d'Arthenay, après un parcours de 2,2 km à l'ouest du Pays saint-lois.

## Communes traversées
- Le Hommet-d'Arthenay
- Les Champs-de-Losque